# Чиршкаси (Чиршкасинське сільське поселення)
Чиршка́си (рос. Чиршкасы, чув. Чăрăшкасси) — присілок у складі Чебоксарського району Чувашії, Росія. Входить до складу Чиршкасинського сільського поселення.
Населення — 513 осіб (2010; 471 у 2002).
Національний склад:
- чуваші — 97 %